# Bibliofília

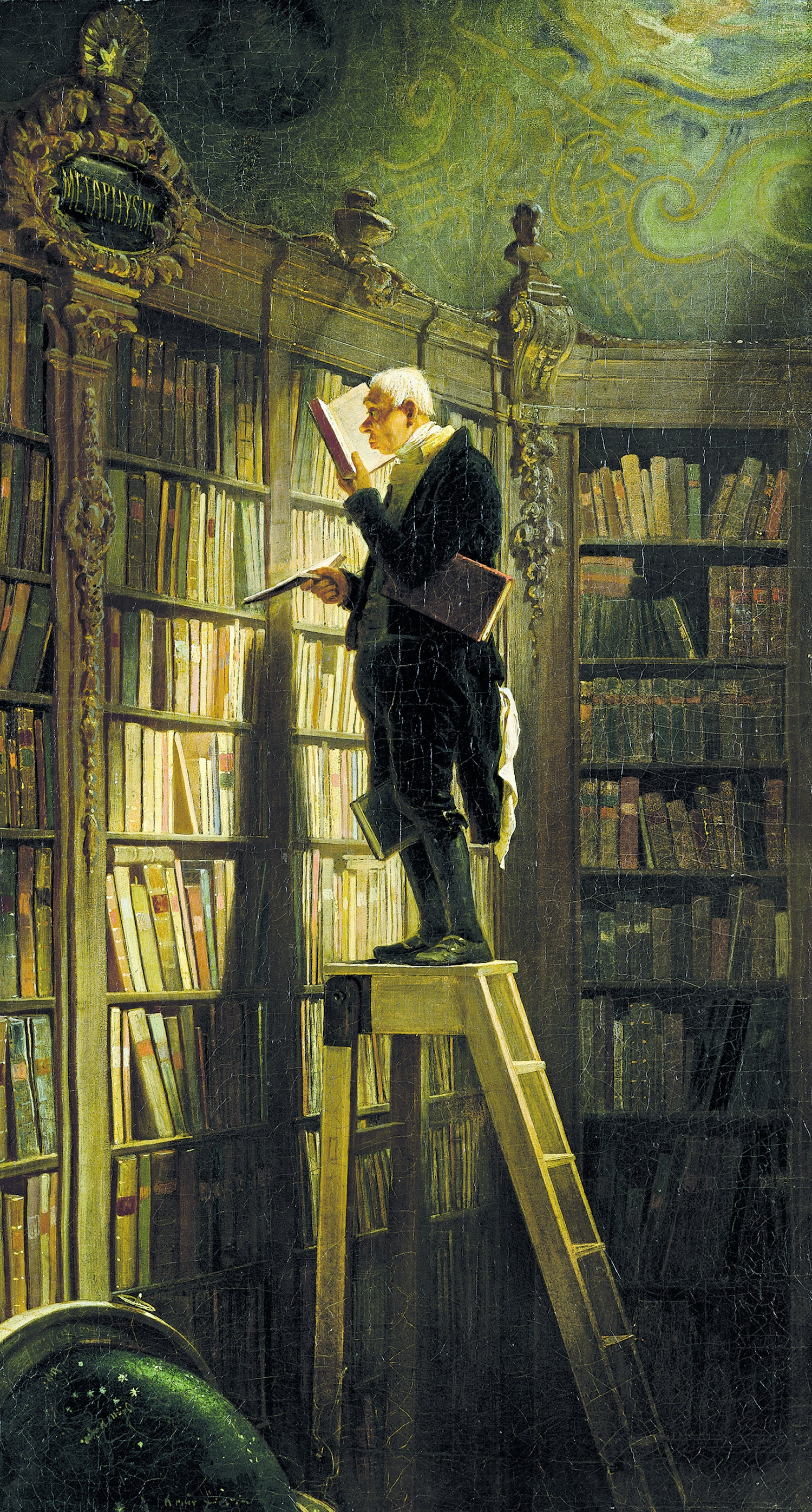
La rata de biblioteca

La bibliofília o bibliofilisme és l'amor pels llibres; un bibliòfil és un amant o afeccionat a les edicions originals i més correctes dels llibres. Des del final del segle xix va esdevenir una manifestació d'estima de l'artesania i d'art enfront del llibre industrial.
La bibliofília, en el sentit d'amor al llibre com objecte de col·lecció, sorgeix pròpiament amb el Renaixement a Itàlia, als segles xiv i xv, època en la qual els humanistes, reis, prínceps i grans senyors es van dedicar directament –o per mitjà d'agents especials– a recórrer països d'Europa a la recerca de manuscrits, cartes, autògrafs, incunables, i altres tipus de llibres rars. Moltes grans biblioteques públiques procedeixen de col·leccions reials, o en el cas de la Biblioteca de Catalunya, en la col·lecció privada del bibliòfil Marià Aguiló i Fuster (1825-1897) i altres col·leccionistes.
El bibliòfil clàssic, exemplificat per Samuel Pepys, és una persona que estima la lectura, així com l'admirar i col·leccionar llibres, que sovint crea una gran i especialitzada col·lecció. Sap, a més, distingir-les i identificar-les, ja siga per la puresa del seu text, la seua tipografia, la qualitat del paper o per l'enquadernació. Els bibliòfils no necessàriament busquen posseir el llibre que estimen; com a alternativa, tenen admirar-los en antigues biblioteques. No obstant això, el bibliòfil és sovint un àvid col·leccionista de llibres, algunes vegades cercant erudició acadèmica sobre la col·lecció, i altres vegades posant la forma per sobre el contingut amb una èmfasi en llibres cars, antics o rars, primeres edicions, llibres amb enquadernació inusual o especial i còpies signades.
El terme bibliòfil pot algunes vegades aplicar-se a un individu que té una predilecció obsessiva pels llibres, tal vegada arribant a un grau de bibliomania. Açò és sovint observat en acaparadors compulsius, identificables pel fet de tenir en possessió un nombre sempre creixent de llibres que no han llegit en relació amb el nombre d'aquells que posseeixen i han llegit.
Els bibliòfils s'agrupen amb freqüència en societats com la prestigiosa «Association Internationale de Bibliophilie». És una autèntica acadèmia internacional en la qual anualment es reuneixen els més savis investigadors i els més acabalats col·leccionistes, i d'altres de caràcter més local, com per exemple La Protecció Literària creada a Barcelona el 1876 o la Societat Catalana de Bibliòfils creada el 1903.
Per altra banda, en els nostres dies el col·leccionisme de llibres antics, com en el cas de l'art i d'altres antiguitats, és un objectiu alternatiu d'inversió.

## Associacions
- La Protecció Literària, Barcelona
- Societat Bibliogràfica Valenciana Jerònima Galés[5]
- Societat Catalana de Bibliòfils

## Bibliòfils destacats dels Països Catalans[3]
- Marià Aguiló i Fuster (1825-1897)
- Manuel Bas i Carbonell (1942 -2020)[6]
- Isidre Bonsoms i Sicart (1849-1922)
- Eduard Toda i Güell (1855-1941)
- Ermenegild Miralles i Anglès (1859-1931)
- Manuel Perdigó i Cortés (…-1950)
- Jaume Espona i Brunet (1888-1958)
- Frederic Marès i Deulovol (1893-1991)
- Agustí Pedro i Pons (1898-1971)
- Frederic Travé i Alonso (1918-1982)